# Lerista allanae
Lerista allanae је гмизавац из реда Squamata и фамилије Scincidae.

## Угроженост
Ова врста је крајње угрожена и у великој опасности од изумирања.

## Распрострањење
Аустралија је једино познато природно станиште врсте.

## Станиште
Врста Lerista allanae има станиште на копну.